# Miss You Much
Miss You Much is de eerste single van het vierde studioalbum van de Amerikaanse R&B-zangeres Janet Jackson. Het lied werd geschreven en gecomponeerd door Jimmy Jam & Terry Lewis

## Informatie
Na twee jaar te hebben gewacht kon men beoordelen: was ze een eenmalige hit of was dit de aanloop naar een supersterrenstatus. Het laatste was het geval want eind 1989 werd dit nummer de best verkochte single in zowel Amerika als wereldwijd met 4 miljoen verkochte exemplaren, waarvan 1 miljoen in Amerika. Jackson won twee American Music Awards voor Best Soul/R&B Single en Best Dance Single en werd geëerd met een Soul Train Award voor Best R&B/Soul single, Female. Verder kreeg ze ook een Grammy Award nominaties voor Best Female R&B Vocal Performance.
Het nummer werd de eerste van in totaal 4 nummer 1-hits van het album Rhythm Nation 1814 en haar tweede Amerikaanse nummer 1-hit. In Nederland werd het een top 20-hit met nummer 15 als hoogste positie.
Op de B-kant staat het nummer 'You Need Me', dat eigenlijk de basis was voor 'Control 2'. Hierop moest ze alles wat binnen haar familie gebeurd was beschrijven. Janet ging hiermee niet akkoord en besloot het bij dit nummer te laten. Om deze reden wordt dit lied gezien als autobiografisch en wordt het zelfs betiteld als een collector's item.
Tijdens de tournees Rhythm Nation World Tour, janet. World Tour, The Velvet Rope World Tour, All for You World Tour én de Rock Witchu Tour bracht ze dit nummer ten gehore.

## Muziekvideo
De zwart-wit muziekvideo werd geregisseerd door Dominic Sena in een soort café. Er wordt aan een pooltafel gespeeld en gezegd dat Janet verliefd is. Een bal wordt geraakt en Janet komt binnen. Haar vrienden vragen wat ze zoal uitspookt en ze demonstreert met haar dansen waar ze mee bezig is. Op het einde vindt de fameuze 'Chair routine' plaats. Deze kan terug worden gevonden op de Rhythm Nation Compilation-dvd.